# ماكسين دويل
ماكسين دويل (بالإنجليزية: Maxine Doyle)‏ هي ممثلة أمريكية، ولدت في 1915 في الولايات المتحدة، وتوفيت بنفس المكان في 7 مايو 1973 بسبب سرطان.

## وصلات خارجية
- ماكسين دويل على موقع IMDb (الإنجليزية)
- ماكسين دويل على موقع قاعدة بيانات الفيلم (الإنجليزية)